# Mladen Dabanovič
Mladen Dabanovič (født 13. september 1971 i Maribor, Jugoslavien) er en slovensk tidligere fodboldspiller (målmand).
Dabanovič spillede 25 kampe for Sloveniens landshold i perioden 1998-2003. Han var med i den slovenske trup til EM 2000 i Belgien/Holland, slovenernes første slutrundedeltagelse nogensinde, og spillede alle landets tre kampe i turneringen. Han deltog også ved VM 2002 i Sydkorea/Japan, hvor han spillede én af slovenernes tre kampe.
På klubplan repræsenterede Dabanovič blandt andet Rudar Velenje og Maribor i hjemlandet, samt belgiske Lokeren.